# Port Glasgow
Port Glasgow (Schots-Gaelisch: Port Ghlaschu) is een dorp gelegen aan de rivier Clyde in de Schotse council Inverclyde ten oosten van Greenock. Met een populatie van ongeveer 16.500 is het het op een na grootste dorp van Inverclyde.

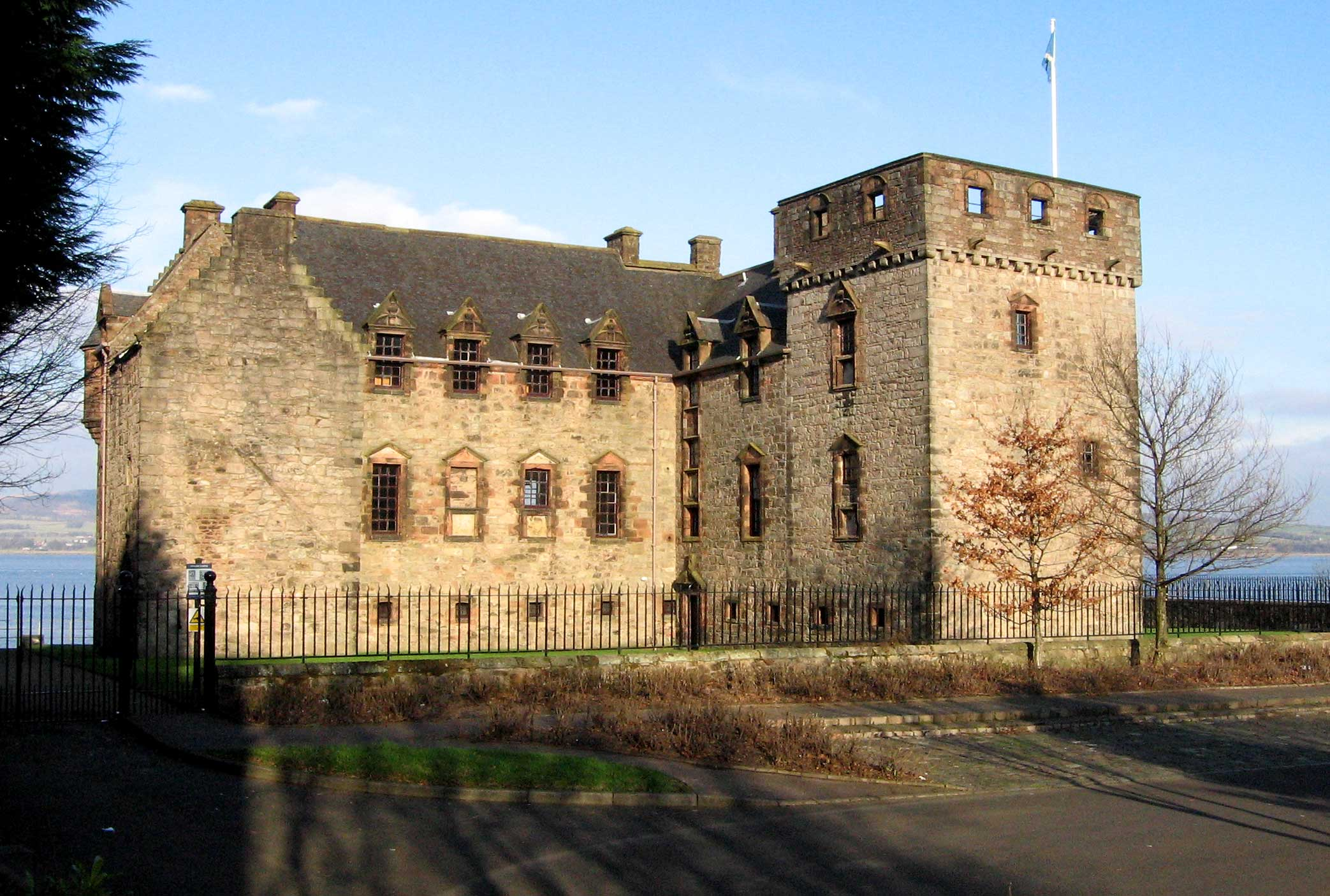
Newark Castle, gelegen nabij de Clyde

In Port Glasgow nabij de Clyde ligt Newark Castle, een vijftiende-eeuws kasteel.
Port Glasgow wordt bediend door een station op de Inverclyde Line.